# Canotto
Il canotto (termine derivante dal francese canot che a sua volta deriva dallo spagnolo canoa) è una piccola imbarcazione a remi, a vela o dotata di motore fuoribordo.

## Descrizione
Sebbene oggi molti canotti siano fatti in tela gommata o materiale plastico gonfiabile, le caratteristiche del canotto non sono relative al materiale di cui è fatto ma alle dimensioni. È quindi errato considerarlo sinonimo di gommone, che può avere anche dimensioni maggiori. Quando il canotto è fatto di tela impermeabilizzata o di gomma con il bordo costituito da una grossa camera d'aria, allora prende il nome di canotto pneumatico. Questo tipo di imbarcazione in genere viene usato per salvataggi in mare o per diporto.
Molto spesso viene utilizzato come Tender per imbarcazioni più grandi.

## Marina mercantile
Nella marina mercantile, il termine viene usato ad indicare una piccola imbarcazione di bordo, corrispondente al battellino della marina militare. Sugli aerei il canotto di salvataggio è in genere un battellino pieghevole che viene gonfiato al momento di toccare l'acqua, in genere grazie a un meccanismo di gonfiaggio automatico ad aria compressa o attivabile manualmente tramite un cordino con maniglia.

## Il canotto nella storia
Il canotto compare spesso associato al nome di Garibaldi che usò più volte questo tipo di imbarcazione nelle sue imprese. Questa una descrizione riferita all'insurrezione siciliana del 1860:
(L'Insurrezione siciliana (aprile 1860) e la spedizione di Garibaldi, pag. 157)